# Stay Homas
Stay Homas es un trío musical español que surgió a raíz del confinamiento de prevención para reducir los contagios de COVID-19 en la primavera de 2020.

## Historia
Los integrantes de este grupo son tres: Klaus Stroink (trompetista en Buhos, Nil Moliner y Horny Section, además de ser doblador), Guillem Boltó (trombonista y cantante en Doctor Prats) y Rai Benet (bajista en Buhos y Nil Moliner). Los tres músicos viven juntos en un piso en el distrito del Ensanche, en Barcelona, desde algunos meses antes del confinamiento. El nombre, Stay Homas, es una derivación de “stay home” inglés, es decir, “quédate en casa”. La primera canción, Coronão, fue difundida el 14 de marzo de 2020 desde el canal de Instagram de Benet. El día siguiente publicaron la segunda, Stay Homa con la colaboración de Sr. Wilson, desde la cuenta de Boltó. Y la tercera, Confineo, en la cuenta de Stroink. El 17 de Marzo sacan la cuarta canción, Cobeat19 con Panxo, nuevamente en el canal de Benet. La quinta canción es una versión adaptada de El Pony Pisador, Confinavirus, que se publica en el canal de Boltó. Finalmente, 19 de marzo de 2020, publican en el canal de Stroink, Gotta Be Patient con la colaboración de Judit Neddermann. Este tema se convierte en un bombazo mundial, y es de donde sale el término confination. A partir de aquí, y visto el éxito que tenían, abrieron cuentas con el nombre del grupo en diferentes redes, el 21 de marzo, tomándose "libre" el fin de semana para asimilar lo que les estaba ocurriendo. El lunes 23 de marzo, ya comienzan a publicar en su canal oficial. Sus canciones, grabadas en la terraza, recuerdan con humor que nos tenemos que quedar en casa (y lavarnos las manos). Las canciones mezclan diferentes idiomas, como el catalán, inglés, castellano y portugués.
Los integrantes a menudo invitan a otros músicos a hacer un cameo a través del móvil, como por ejemplo Judit Neddermann, Silvia Pérez Cruz, Macaco, Nil Moliner, Manu Chao, Oques Grasses o Sr. Wilson... Estos tres músicos se unen con estas canciones a las iniciativas de otros grupos y bandas que han ofrecido su música a través de las redes sociales.
Mientras dura el confinamiento, la música de los Stay Homas ha pasado de una azotea del Ensanche de Barcelona a todo el mundo. De este fenómeno se han hecho eco varios medios de comunicación internacionales, como por ejemplo la revista The New Yorker, la televisión CNN o la radio NPR, entre otras.
Los integrantes de Stay Homas anunciaron en un directo de Instagram que las entradas para su primer concierto (31 de julio de 2020) en la Sala de Apolo se habían agotado en solo 10 minutos. Viendo el éxito de las canciones del "confineo", han decidido que organizarán más conciertos de cara en adelante. Aun así, los tres músicos han comunicado que su prioridad es centrarse en los grupos de música a los cuales pertenecen.
Sus canciones se empezaron a versionar en varios lugares del mundo. Michael Bublé, por ejemplo, ha adaptado su Gotta be patient. Bublé se acompaña de la banda Barenaked Ladies y de la cantante mexicana Sofía Reyes.

## Discografía
- «Desconfination» EP, 2020[9]
- «Agua» EP, 2020[10]
- «Here2Play» EP, 2022[11]
- «Homas» EP, 2023[12]